# Кристофер Рогић
Кристофер Рогић (хрв. Kristofer Rogić; Загреб, 25. март 1999) хрватски је пливач чија ужа специјалност су трке леђним стилом. 

## Спортска каријера
Рогић је  пливање почео да тренира још као дечак, а прве пливачке кораке начинио је у загребачкој Дубрави, за коју је наступа све до августа 2017. године. Захваљујући спортској стипендији, у августу 2017. одлази у Сједињене Државе, на студије на Државном универзитету Калифорније у Бејкерсфилду у Калифорнији. 
Први наступ на међународим такмичењима је имао на европском јуниорском првенству у мађарском Ходмезевашархељу 2016, а у истом рангу такмичења је пливао и годину дана касније у Нетањи. 
Деби на међународним сениорским такмичењима је имао на светском првенству у корејском Квангџуу 2019, где је пливао у квалификацијама трке на 50 леђно које је окончао на укупно 36. месту. 